# Cupar, Skottland
Cupar är en ort i Storbritannien.   Den ligger längs floden Eden i  Fife och riksdelen Skottland, i den norra delen av landet, 600 km norr om huvudstaden London. Cupar ligger 28 meter över havet och antalet invånare är 8 822.
Terrängen runt Cupar är huvudsakligen lite kuperad. Cupar ligger nere i en dal. Runt Cupar är det ganska tätbefolkat, med 60 invånare per kvadratkilometer. Närmaste större samhälle är Dundee, 16,8 km norr om Cupar. Trakten runt Cupar består i huvudsak av gräsmarker. Klimatet i området är tempererat. Årsmedeltemperaturen i trakten är 6 °C. Den varmaste månaden är juli, då medeltemperaturen är 14 °C, och den kallaste är december, med −2 °C.